# 宇宙飛行士通り
座標: 北緯55度49分14秒 東経37度38分22秒 / 北緯55.82062度 東経37.63933度
宇宙飛行士通り（うちゅうひこうしどおり、ロシア語: аллея Космонавтов、英: Cosmonauts Alley）は宇宙飛行士記念博物館と宇宙征服者のオベリスクに通じるモスクワ北部の並木道。
歩行道で、上述の博物館やモニュメントと地下鉄のVDNKh駅を繋いでいる。路地の脇にはソビエト連邦の宇宙開発に関連した重要人物の石像が並べられている。モニュメントに通じる道の末端には椅子に座ったコンスタンチン・ツィオルコフスキーが通りを見下ろしている。

## モニュメント
- ユーリイ・ガガーリン
- ワレンチナ・テレシコワ
- パーヴェル・ベリャーエフ
- アレクセイ・レオーノフ
- ウラジーミル・コマロフ
- ヴァレンティン・グルシュコ
- ムスチスラフ・ケルディシュ
- セルゲイ・コロリョフ
- コンスタンチン・ツィオルコフスキー